# Кайя (ім'я)
Кайя (англ. Kaia) — естонське та норвезьке  ім'я. Воно також вживається як варіант імені Кай, що в перекладі з гавайської означає «море». 

## Відомі люди з цим іменем
- Кайя Аруа (1990–2024), гравець у крикет з Папуа-Нової Гвінеї
- Кайя Гербер (нар. 2001), американська модель
- Кая Іва (нар. 1964), естонський політик
- Кайя Канепі (нар. 1985), естонська тенісистка
- Кайя Катер (нар. 1993), канадська музикантка
- Кайя Воєн Ніколайсен (нар. 1990), норвезька біатлоністка
- Кайя Бруланд Нільсен (1868–1950), норвезька письменниця
- Кайя Парнабі (нар. 1990), австралійська софтболістка
- Кайя Сторвік (нар. 1976), норвезька журналістка та політик
- Кайя Урб (нар. 1956), естонська співачка
- Кайя Вілсон (нар. 1974), американська панк-рок співачка та гітаристка